# 雙州 (南梁)
雙州，是南北朝的州。
梁武帝普通四年（523年），分广州在安遂县（今广东省郁南县东南连滩）设立建州，之后又在建州分双头洞设雙州。下辖平原郡（治龙乡县，今广东省罗定市南）、开阳郡（治开阳县，今广东省罗定市东南）、罗阳郡（治罗阳县，今广东省罗定市西）。南陈沿置，隋朝灭陈，废除平原郡、开阳郡、罗阳郡，龙乡县改为平原县，雙州改为泷州。